# Notre Dame College
Il Notre Dame College (NDC) è stato un'università privata di indirizzo cattolico con sede a South Euclid, nello stato americano dell'Ohio. Ha cessato l'attività nel 2024.
Il college fu fondato nel 1922 dalle Suore di Nostra Signora. In origine i corsi erano riservati alle studentesse, ma nel 2001 furono ammessi anche studenti di sesso maschile. In seguito a problemi finanziari, il college ha chiuso nel 2024.